# GMC Canyon
GMC Canyon — середньорозмірні пікапи, що випускаються компанією GMC з 2004 року, які замінили Chevrolet S-10.

## Перше покоління

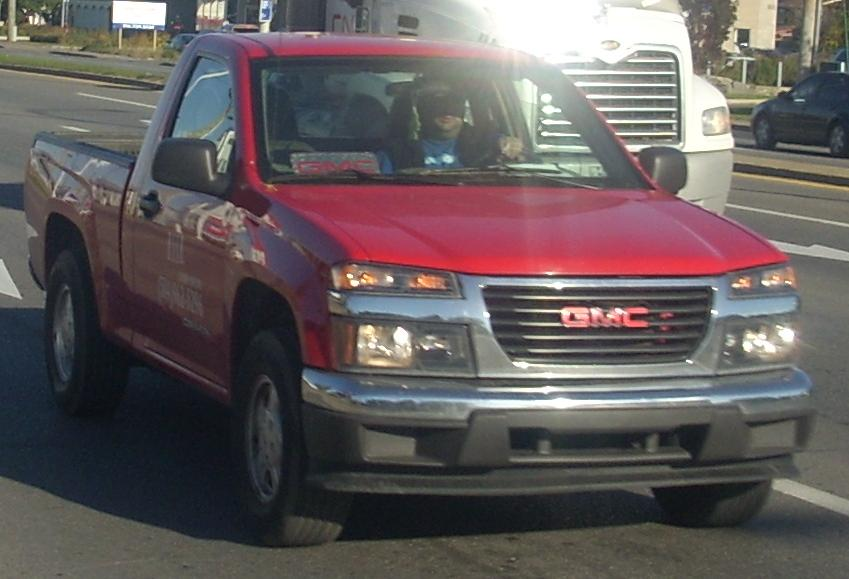
GMC Canyon regular cab

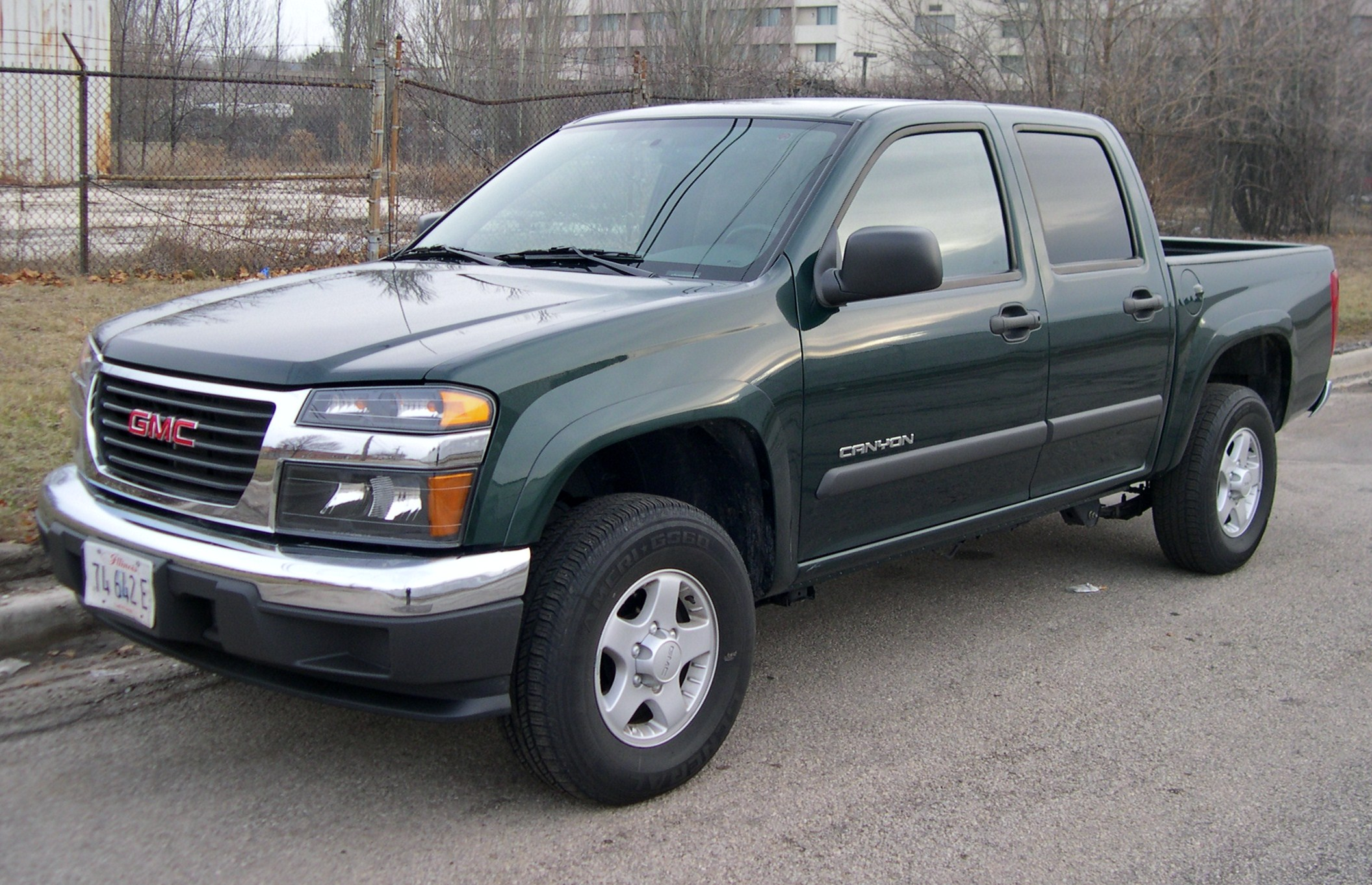
GMC Canyon double cab

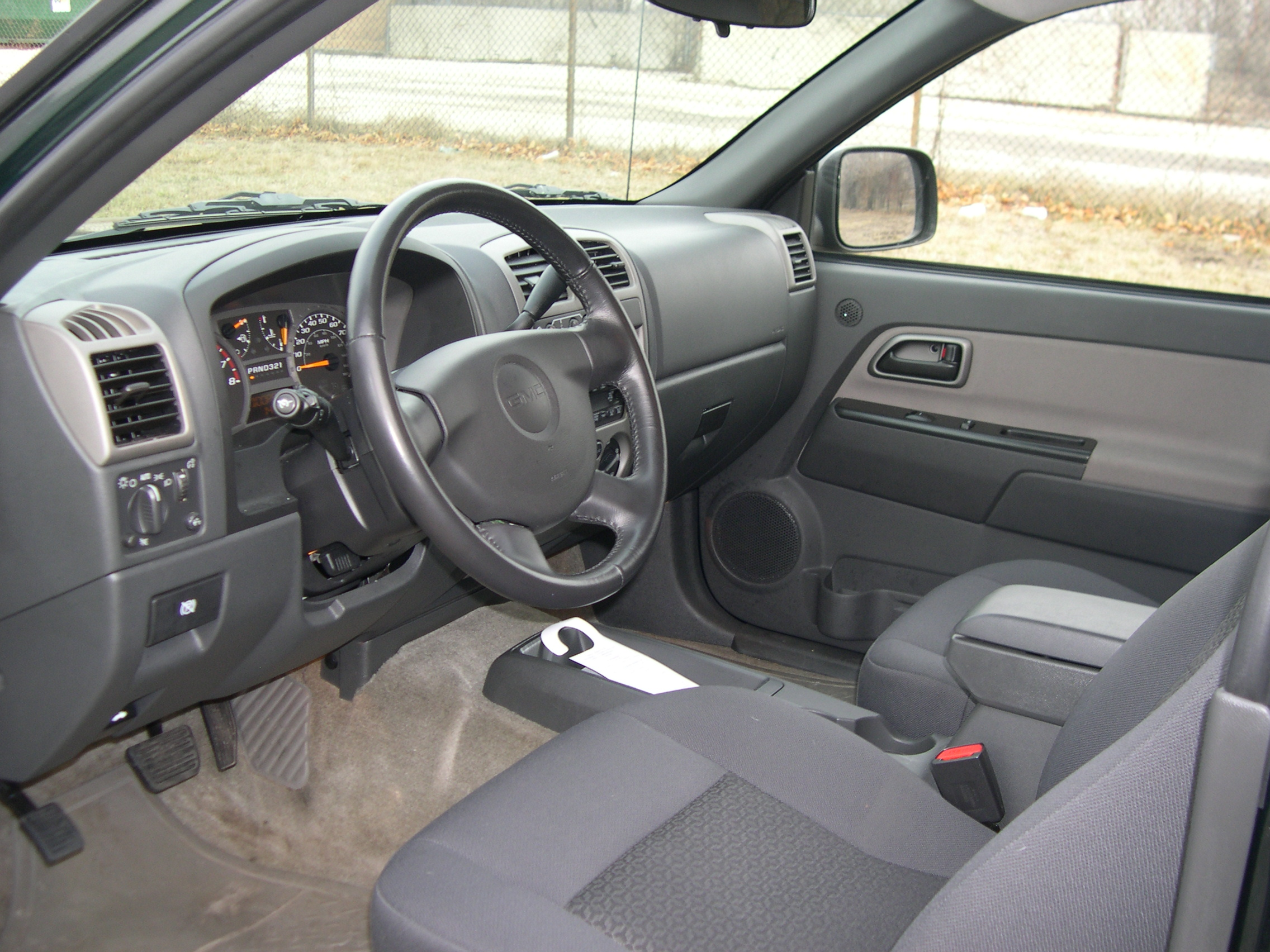

Пікапи GMC Canyon першого покоління мають 4x2 або 4x4 при повній масі 2,1-2,4 т в залежності від типу кабіни (коротка, подовжена і подвійна) мають вантажопідйомність 600—700 кг і корисну довжину кузова 1,45 або 1,85 м. Стандартним для них є рядний бензиновий 4-циліндровий двигун (2,77 л, 175 к.с.), за замовленням встановлюється рядний 5-циліндровий (3,46 л, 220 к.с.). Обидва двигуни створені на базі рядної «шістки», що застосовується на позашляховику GMC Envoy. Коробка передач — механічна 5-ступінчаста, за замовленням — автоматична 4-ступінчаста. Для варіантів 4x2 передня підвіска незалежна пружинна, для 4x4 — торсіонна, задня для всіх виконань — залежна ресорна. З 2005 р. пікапи можуть обладнуватись спортивною версією підвіски, що дозволяє знизити габаритну висоту машини.

## Друге покоління

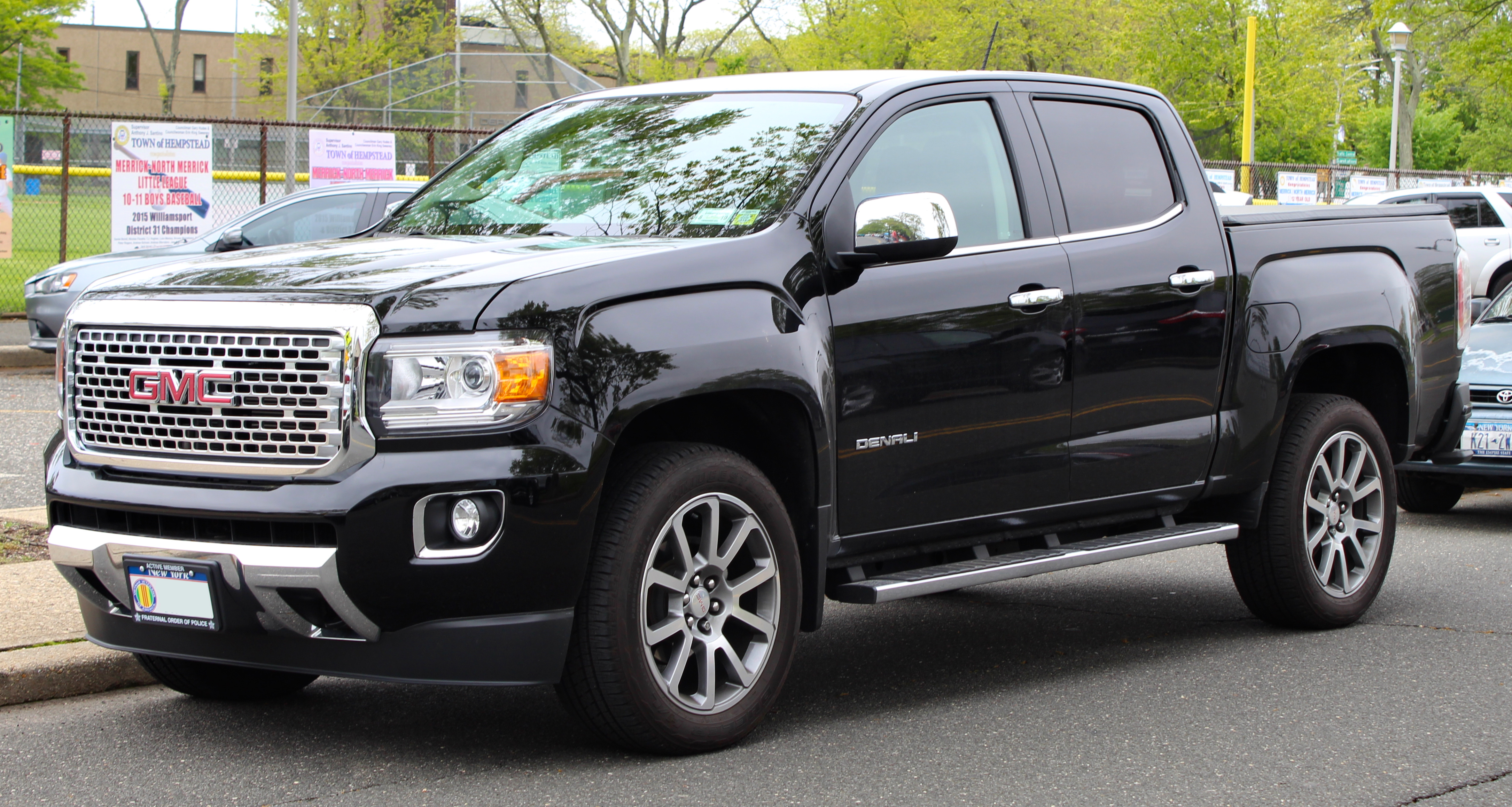
GMC Canyon Denali Extended Cab

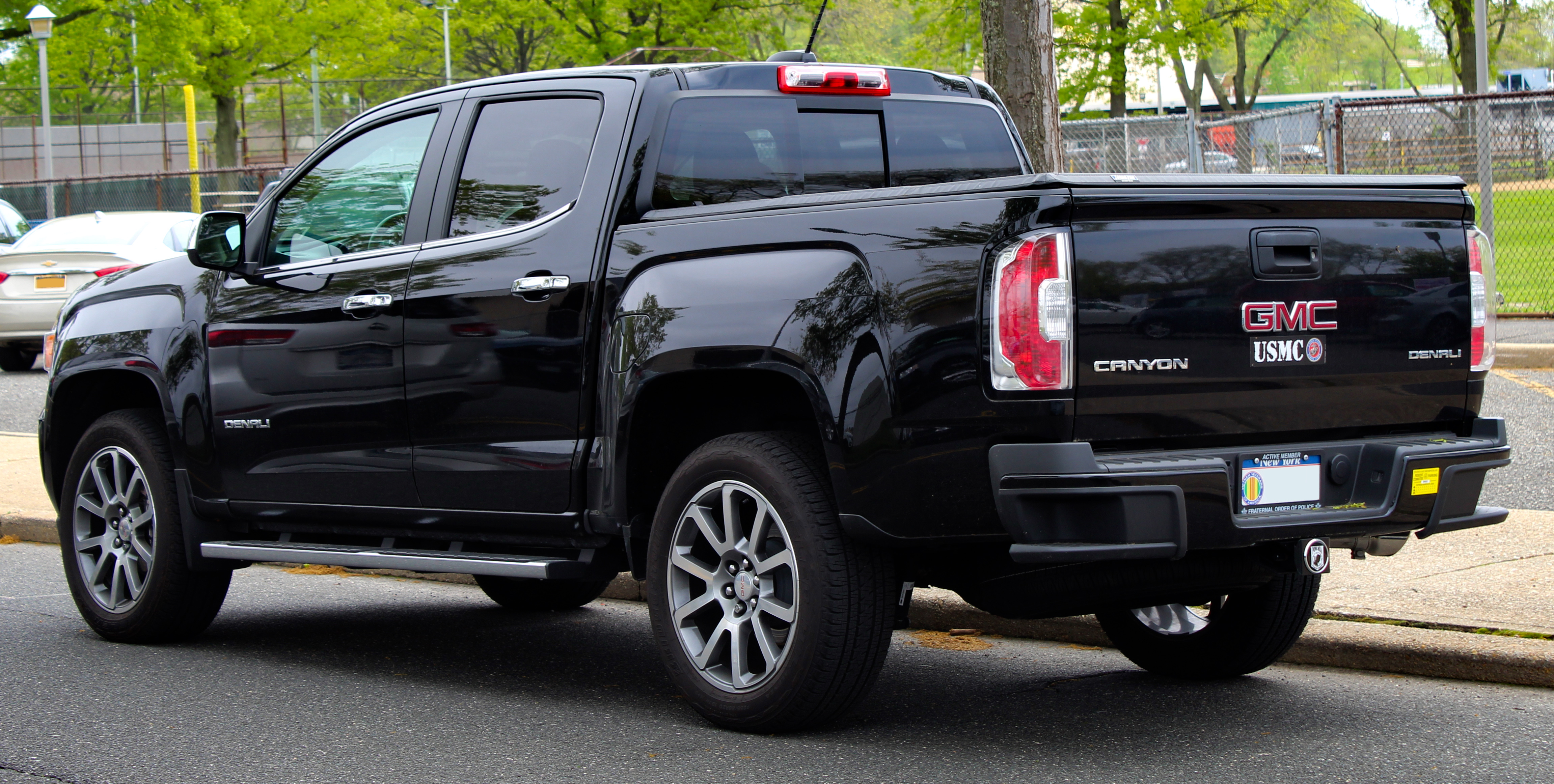
GMC Canyon Denali Extended Cab

На автосалоні в Детройті 2014 року дебютував GMC Canyon другого покоління, який збудований на базі нового Chevrolet Colorado для ринку США стилістично подібний на GMC Sierra. Автомобіль комплектується бензиновими 2.5 л Ecotec (LCV) Р4 потужністю 200 к.с. (259 Нм) і 3.6 л High Feature (LFX) V6 потужністю 305 к.с. (366 Нм) та дизельним Duramax 2.8 185 к.с. (500 Нм).
Існує і більш позашляхова модифікація GMC Canyon All Terrain з модернізованою підвіскою, додатковим захистом вузлів і агрегатів, 17 дюймовими дисками, спеціальними зубастими шинами, системою допомоги при спуску/підйомі, електронними помічниками, двигуном 3.6 л V6.
У 2021 році GMC додав до лінійки Canyon нову комплектацію АТ4. Вона покращує позашляхові можливості пікапу завдяки спеціальній підвісці та захисним пластинам.

### Двигуни
- 2.8 L Duramax LWN I4 185 к.с. 500 Нм
- 2.5 L Ecotec I4 200 к.с. 259 Нм
- 3.6 L LFX V6 305 к.с. 365 Нм
- 3.6 L LGZ V6 308 к.с. 373 Нм

### Технічні характеристики (2020)
У моделях 2020 року базовий 2.5-літровий 4-циліндровий двигун пропонує 200 к.с. і 260 Нм. Пару йому складає шестиступінчаста АКПП. Привід на задні колеса. Витрата пального GMC перебуває на рівні 10.8 л/100 км у міському, 7.7 л/100 км у заміському та 9.2 л/100 км у змішаному циклах. Потужності силового агрегату вистачає для адекватного виконання всіх завдань. Як опція представлений 3.6-літровий V6 двигун на 308 кінських сил і 373 Нм. Він компонується 8-ступінчастою АКПП. Привід стандартно задній. Витрачає пікап 13.0 л/100 км у місті, 9.0 л/100 км за його межами і 11.0 л/100 км у середньому. З приводом на усі колеса витрата зростає до 13.1, 9.4 і 11.2 л/100 км відповідно. Ще один варіант це 2.8-літровий 4-циліндровий дизельний турбодвигун на 181 к.с. і 470 Нм. Доповнюється він АКПП на 8 ступенів. З приводом на задні колеса витрата пального становить 10.7 л/100 км у міському, 7.8 л/100 км у заміському та 9.2 л/100 км у змішаному циклах. З появою повного приводу показники змінюються на 11.7, 8.4 і 10.0 л/100 км відповідно.

## Третє покоління  (з 2023)

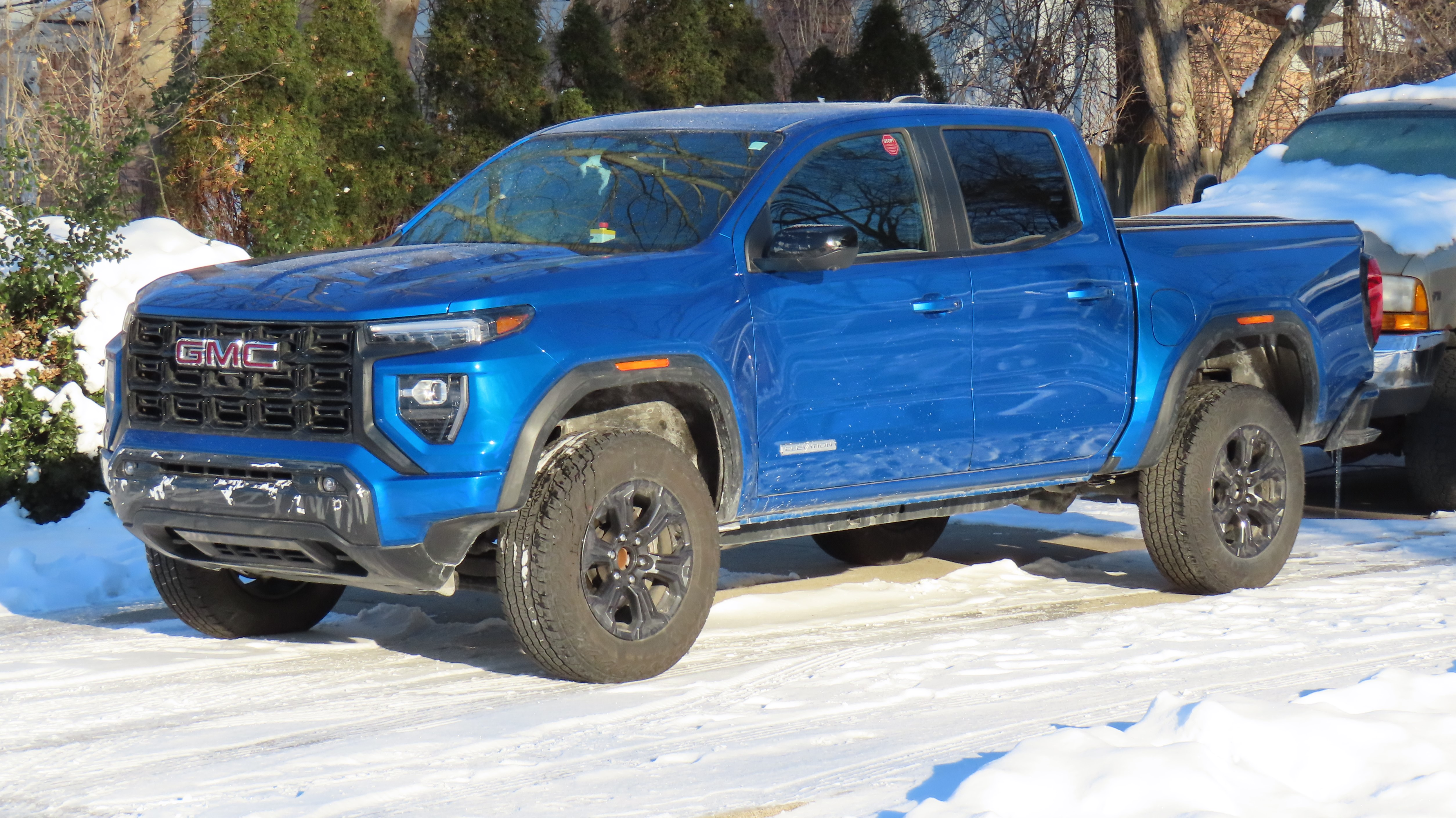
GMC Canyon ІІІ

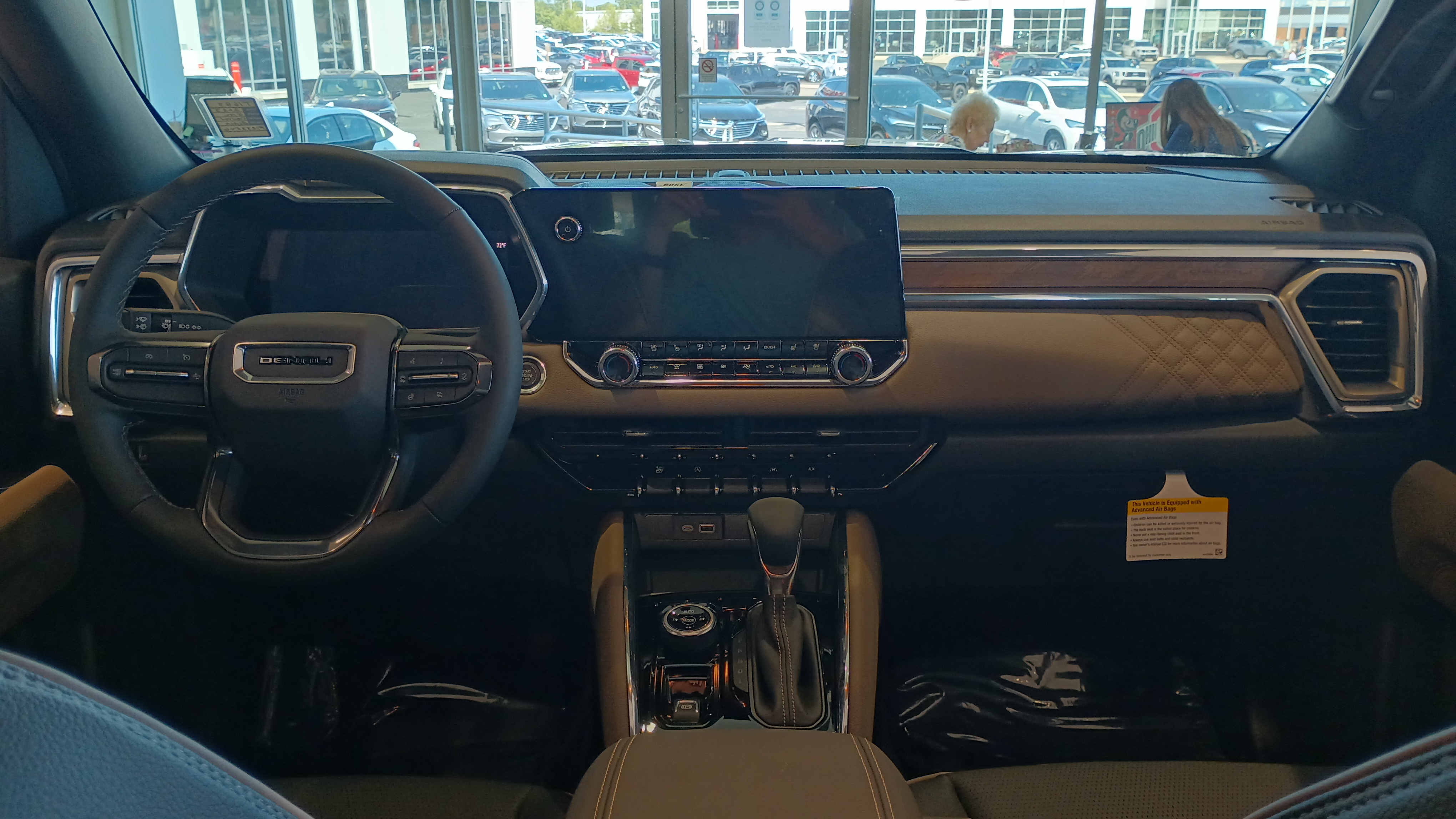

Влітку 2022 року дебютувало третє покоління Canyon, на ринок автомобіль потрапить в першій половині 2023 року. Автомобіль збудовано на платформі GMT 31XX-2.
Canyon 2023 пропонує 11,3-дюймовий сенсорний дисплей мультимедійної системи з останньої версією програмного забезпечення GM. В усіх комплектаціях з'явились цифрові приладові панелі на 8- або 11-дюймів.

### Двигуни
- 2.7 л L3B Turbo І4 241 к.с. 353 Нм
- 2.7 л L3B Turbo І4 315 к.с. 525 Нм
- 2.7 л L3B Turbo І4 315 к.с. 583 Нм

## Продажі в США
| Рік  | Chevrolet Colorado | GMC Canyon | Всього  |
| ---- | ------------------ | ---------- | ------- |
| 2004 | 117,475            | 27,193     | 144,668 |
| 2005 | 128,359            | 34,845     | 163,204 |
| 2006 | 93,876             | 23,979     | 117,855 |
| 2007 | 75,716             | 20,888     | 96,604  |
| 2008 | 54,346             | 14,974     | 69,320  |
| 2009 | 32,413             | 10,107     | 42,520  |
| 2010 | 24,642             | 7,992      | 32,634  |
| 2011 | 31,026             | 9,590      | 40,616  |
| 2012 | 36,840             | 31,026     | 67,866  |
| 2013 | 3,412              | 929        | 4,341   |